# مشكلات فنجان
مشكلات فنجان هو مسلسل تلفزيوني عراقي عرض في عام 1990.

## الممثلون
- فاضل خليل
- محمود أبو العباس
- سمر محمد
- راسم الجميلي
- فوزية حسن
- جعفر السعدي